# Grevillea insignis
Grevillea insignis är en tvåhjärtbladig växtart. Grevillea insignis ingår i släktet Grevillea och familjen Proteaceae.

## Underarter
Arten delas in i följande underarter:
- G. i. elliotii
- G. i. insignis